# معرض تجاري

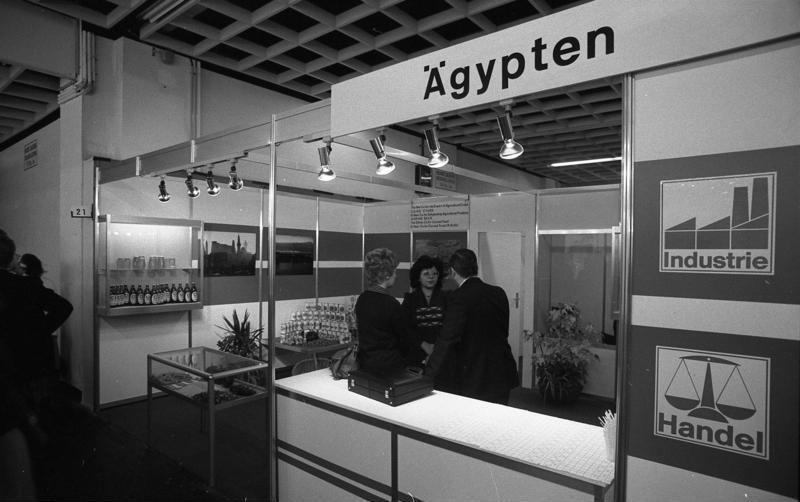
المنصة المصرية في معرض تجاري في كولونيا في السبعينات

المعرض التجاري معرض يقام بصورة دورية منتظمة، ويتولى الباعة والتجار المشتركون فيه عرض بضائعهم بهدف بيعها إلى الجمهور. والغرض من إقامة المعرض التجاري هو عادة الترويج للبضائع المعروضة والإعلان عنها وعقد الصفقات، للبيع المباشر للأفراد الذين يزورون المعرض.
المعرض التجاري (بالإنجليزية: Trade show) المعروف أيضًا باسم (trade fair) هو سوق مؤقت منظم للترويج للتجارة، حيث يجتمع المشترون والبائعون لإجراء المعاملات التجارية من بيع وشراء واستكشاف واقتناص فرص تجارية، ويتم تنظيم المعارض التجارية على فترات منتظمة سنوية وفي نفس الموقع، وقد تستمرالمعارض لبضعة أيام أو عدة أسابيع، لقد لعبت المعارض التجارية دورًا متزايد الأهمية في التجارة الدولية، لا سيما في أوروبا وآسيا، حيث يوجد لكل دولة تقريبًا معرض دولي سنوي رئيسي واحد على الأقل، وتختلف المعروضات من السلع والبضائع ولكن هناك معارض تجارية متخصصة تسلط الضوء على صناعة أو فرع واحد من الإنتاج الصناعي، ومن الناحية التاريخية، كانت المعارض التجارية العامة تشمل عروض لأنواع عديدة من المنتجات والخدمات شائعة، لكن المعارض التجارية المتخصصة نمت بشكل متزايد.
من بين المعارض التجارية المعروفة معرض الصناعات السويسرية ومعرض ميلانو والمعرض التجاري الدولي في سالونيك في اليونان، ومن الأمثلة على المعارض التجارية المتخصصة الشهيرة المعرض الدولي لصناعة المنسوجات والملابس في غنت، بلجيكا، والمعرض الكندي للكيماويات ومعدات المعالجة في تورونتو، ومعرض فرانكفورت للكتاب في ألمانيا، ومعرض الأثاث الدولي في كولونيا، ألمانيا. يعد معرض CeBIT في مدينة هانوفرالألمانية أحد أكبر المعارض التجارية السنوية في العالم وهو معرض للاتصالات وتقنية المعلومات.